# Ozodicera (Ozodicera) gracilis
Ozodicera (Ozodicera) gracilis is een tweevleugelige uit de familie langpootmuggen (Tipulidae). De soort komt voor in het Neotropisch gebied.